# Слаутюр
Слаутюр (иногда неправильно слатур, исл. Slátur) — блюдо исландской кухни. Готовится из внутренностей овец. Название имеет то же происхождение, что и англ. slaughter, «бойня для скота».
Существует два вида. Первый — кровяной слаутюр — похож на ирландскую и английскую кровяную колбасу. Второй — ливерный слаутюр — напоминает шотландский хаггис. Исландский слаутюр не содержит специй, используемых английской и ирландской кухней. При приготовлении слаутюра используется овечья кровь, внутренности овцы в виде фарша или нарезанные, мелко нарезанный лук, овсянка, мускатный орех, кайенский перец, тимьян, перец, соль, цельное молоко. Всей этой смесью набивается овечий желудок. После этого его два-три часа варят.
Слаутюр употребляют как в горячем, так и холодном виде, а иногда маринуют в сыворотке.